# U-136 (1941)
U-136 — средняя немецкая подводная лодка типа VIIC времён Второй мировой войны.

## История
Заказ на постройку субмарины был отдан 7 августа 1939 года. Лодка была заложена 2 октября 1940 года на верфи Бремен-Вулкан под строительным номером 15, спущена на воду 5 июля 1941 года. Лодка вошла в строй 30 августа 1941 года под командованием капитан-лейтенанта Генриха Циммерманна.

### Флотилии
- 30 августа — 31 декабря 1941 года — 6-я флотилия (учебная)
- 1 января — 11 июля 1942 года — 6-я флотилия

### История службы
Лодка совершила 3 боевых похода. Потопила 5 судов суммарным водоизмещением 23 649 брт, 2 военных корабля суммарным водоизмещением 1 850 тонн, повредила одно судно водоизмещением 8 955 брт.
Потоплена 11 июля 1942 года в Атлантике, к западу от Мадейры, Португалия, в районе с координатами 33°30′ с. ш. 22°52′ з. д. глубинными бомбами с эсминца флота Свободной Франции Leopard, британского фрегата HMS Spey и британского шлюпа HMS Pelican. 45 погибших (весь экипаж).

### Волчьи стаи
U-136 входила в состав следующих «волчьих стай»:
- Hai 8 июля — 11 июля 1942